# Edvard Lidforss
Volter Edvard Lidforss, född den 11 februari 1833 i Mora, död den 9 april 1910 i Stockholm, var en svensk professor i nyeuropeisk lingvistik och senare germanska språk vid Lunds universitet.

## Familj
Lidforss föräldrar var skolprästen Abraham Volter Lidforss och Johanna Jakobina Maria Grönvall. Han gifte sig 1864 med Anne-Marie Swartling. Han var far till Bengt Lidforss, Erik Lidforss, Karin Jensen, Hedvig Lidforss Strömgren och Gärda Lidforss af Geijerstam.

## Biografi
Lidforss blev student vid Uppsala universitet 1851, var 1855–1859 lärare vid Norrköpings lyceum, anställdes 1860 som vikarierande adjunkt vid Uppsala högre elementarläroverk och utnämndes 1861 till adjunkt vid samma läroverk. År 1863 blev han filosofie kandidat och 1864 lektor vid Högre lärarinneseminariet i Stockholm, 1866 adjunkt i nyeuropeisk lingvistik vid Lunds universitet och samma år filosofie doktor. Han upprätthöll sedermera oftast professuren i nyeuropeisk lingvistik och modern litteratur i Lund och blev 1878 dess ordinarie innehavare. Efter det att professuren i nyeuropeisk lingvistik delats 1885, blev Lidforss professor i germanska språk, en post han lämnade 1901. Han hade då i omkring 25 år varit censor vid studentexamina. Han bosatte sig härefter i Stockholm som medlem av Svenska akademiens Nobelinstitut för spansk och fransk litteratur. Han var ledamot av flera spanska akademier. 
Utöver forskning utövade Lidforss även en mer populär skriftställarverksamhet. Sålunda utgav han 1888–1892 en berömd översättning av Cervantes' Don Quijote (2:a uppl. 1905), som räknas till den svenska klassiska översättningslitteraturen och erhöll av Kungliga Vetenskapsakademien det Letterstedtska översättningspriset, en belöning som tillerkändes även Lidforss stora orimmade tolkning av Dantes Den gudomliga komedin (1902–1903), som visserligen inte kan mäta sig med hans översättning av Cervantes' prosa och äger mindre förtjänst ur vitter än ur vetenskaplig synpunkt; särskilt beaktansvärda är de kommentarer som tillgodogjort sig den dåtida moderna dantologins resultat. Med anledning av den grundliga forskning som utmärkte denna tolkning erhöll Lidforss 1903 av Svenska Akademien Kungliga priset. 
Lidforss ägnade sig även åt litteraturkritik och offentliggjorde särskilt under 1870- och 80-talen kritik i tidskrifts- och tidningslitteraturen, bland annat i det skånska dagbladet Morgonbladet, vars redaktionsdirektör han var 1887–1891 och där han, som i ungdomen hyllat rätt långt gående frihetsidéer, framträdde som målsman för protektionistiskt och konservativt åskådningssätt.
Edvard Lidforss är gravsatt på Norra begravningsplatsen utanför Stockholm.